# 울주 문수사 탱화
울주 문수사 탱화(蔚州 文殊寺 幀畵)은 경상남도 양산시, 통도사에 있는 조선시대의 탱화이다. 2006년 12월 28일 울산광역시의 유형문화재 제16호로 지정되었다.

## 개요
탱화(幀畵)는 사찰의 법당 등에 모셔놓고 예배를 하기 위해 그린 불교회화의 한 형태이다. 문화재로 지정된 문수사 탱화는 모두 3점으로, 석가모니후불탱, 지장탱, 칠성탱이 있다. 이들 3점은 모두 통도사 성보박물관에 위탁보관 중이다.
ㅇ석가모니 후불탱화[조선후기 제작, 크기 178cm×180cm]
조선시대 후기(1861년) 제작된 것으로 면본채색으로 1폭의 면 바탕위에 그렸으며, 키형광배를 배경으로 정면향(正面向)한 설법인의 석가여래를 크게 묘사하고 있는데, 탁의를 덮은 방향대좌 아래 좌우에는 연화(蓮華)를 들고 있는 문수와 보현보살이 좌우협시로 배치되어 있음.
ㅇ지장탱화 [1893년 제작, 크기 154cm×114.5cm]
조선후기 제작된 것으로 면본채색으로 1폭의 면 바탕 위에 그렸으며, 탁의로 덮은 방형대좌와 연화좌 위에 정면향하여 한손에 보배를 들고 결가부좌한 지장보살을 크게 묘사하였고, 탁의 아래 정면에는 손에 각각 석장과 정병을 들고 선 동자를 배치하고 좌우에는 협시인 무독귀왕과 도명존자, 좌우로는 십대왕과 상단에 판관 및 녹사, 사자, 천동천녀 등이 배열되어 있음. 채색은 적색과 청색이 대비를 이루며, 문양이나 필선 등이 매우 섬세함.
ㅇ칠성탱화[1855년 제작, 크기 136.5cm×102.5cm]
조선후기 제작된 것으로 견본채색으로 4폭 비단을 연결하여 그렸으며, 그 화면은 중앙 거신광을 배경으로 치성광여래삼존을 중심으로 상·중·하 삼단의 좌우대칭 구도를 이루고, 상단 칠성여래로부터 중단 성군, 하단 삼태육성과 28숙 등 54위의 존상이 묘사되어 있음.

## 석가모니 후불탱화
- 조선후기 제작, 크기 178cm×180cm

조선시대 후기(1861년) 제작된 것으로 면본채색으로 1폭의 면 바탕위에 그렸으며, 키형광배를 배경으로 정면향(正面向)한 설법인의 석가여래를 크게 묘사하고 있는데, 탁의를 덮은 방향대좌 아래 좌우에는 연화(蓮華)를 들고 있는 문수와 보현보살이 좌우협시로 배치되어 있다.

## 지장탱화
- 1893년 제작, 크기 154cm×114.5cm

조선후기 제작된 것으로 면본채색으로 1폭의 면 바탕 위에 그렸으며, 탁의로 덮은 방형대좌와 연화좌 위에 정면향하여 한손에 보배를 들고 결가부좌한 지장보살을 크게 묘사하였고, 탁의 아래 정면에는 손에 각각 석장과 정병을 들고 선 동자를 배치하고 좌우에는 협시인 무독귀왕과 도명존자, 좌우로는 십대왕과 상단에 판관 및 녹사, 사자, 천동천녀 등이 배열되어 있음. 채색은 적색과 청색이 대비를 이루며, 문양이나 필선 등이 매우 섬세하다.

## 칠성탱화
- 1855년 제작, 크기 136.5cm×102.5cm

조선후기 제작된 것으로 견본채색으로 4폭 비단을 연결하여 그렸으며, 그 화면은 중앙 거신광을 배경으로 치성광여래삼존을 중심으로 상·중·하 삼단의 좌우대칭 구도를 이루고, 상단 칠성여래로부터 중단 성군, 하단 삼태육성과 28숙 등 54위의 존상이 묘사되어 있다.

## 참고 자료
- 울주 문수사 탱화 - 국가유산청 국가유산포털